# Tentluier
Een tentluier is een stuk dunne kunststoffolie dat voor het opzetten van de tent op de grond wordt gelegd, waarop de tent wordt opgezet.
Het gebruik van een tentluier voorkomt dat het grondzeil van tent of binnentent smerig wordt. Vaak blijft er na het afbreken van de tent aan het grondzeil klei- of leemdeeltjes zitten, die, omdat ze nog vochtig zijn, lastig te verwijderen zijn. Bij het oprollen van de tent wordt ook het doek smerig. Dit is niet alleen niet esthetisch, maar smerig doek kan ook lekkages veroorzaken. Bij een goedkopere lichtgewicht tent kan de waterdichtheid van het ingenaaide grondzeil te wensen overlaten; dit probleem kan met een tentluier verholpen worden.
Tentluiers zijn voor een gering bedrag te koop. Na afloop van de vakantie kan het in zijn geheel worden weggegooid.